# Alfred Jarry

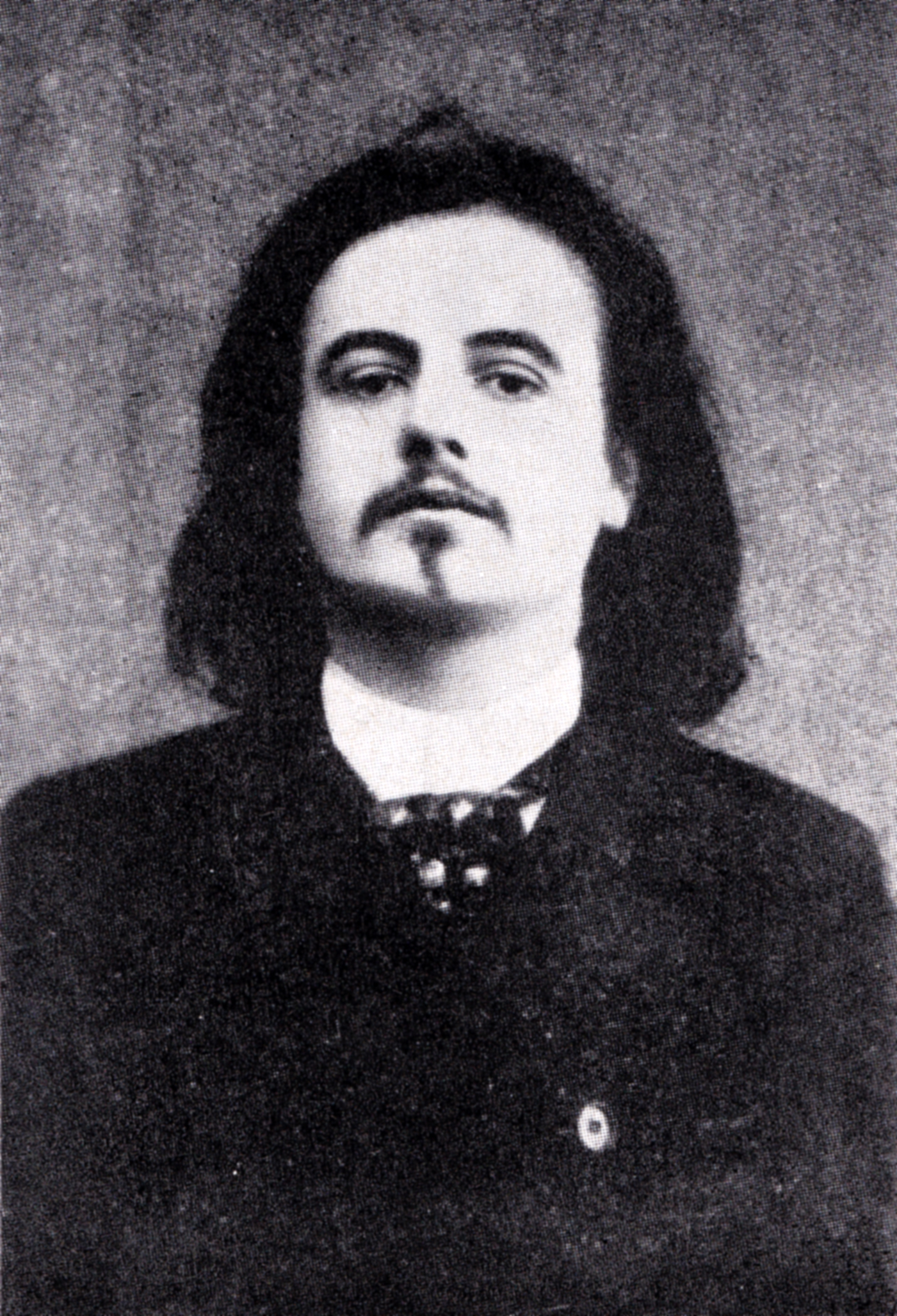
Fotoporträt Alfred Jarrys, 1896

Alfred Jarry (* 8. September 1873 in Laval, Département Mayenne, Frankreich; † 1. November 1907 in Paris) war ein französischer Schriftsteller und Dramatiker.

## Biografie
Jarry entstammte einer relativ wohlhabenden bretonischen Bürgerfamilie. Nach der Schulausbildung in Saint-Brieuc, Rennes und am Lycée Henri IV in Paris, bewarb er sich mehrmals vergeblich um die Aufnahme an der École normale supérieure. Ein anschließend begonnenes Philologiestudium an der Sorbonne beendete er ebenfalls ohne Abschluss, um sich des Weiteren im Milieu der Pariser Bohème mit literarischen Produktionen aller Genres sowie literatur- und theaterkritischen Essays zu verdingen. Beispielsweise inspirierte ihn die Lektüre von H. G. Wells’ Die Zeitmaschine zu einem Essay über den Bau einer „machine à explorer le temps“. Eigenen Aussagen zufolge wurden seine in dieser Phase entstehenden Werke darüber hinaus von der evolutionären Philosophie Henri Bergsons (seines Philosophielehrers am Lycée Henri-IV) und von den Romanen François Rabelais’ beeinflusst.
Im Juni 1896 wurde Jarry vom Intendanten Lugné-Poe zum Sekretär am Théâtre de l’Œuvre ernannt und war fortan mit Verwaltungsaufgaben, Öffentlichkeitsarbeit und Programmgestaltung betraut. Am Théâtre de l’Œuvre wurde auch bald darauf Jarrys wohl bekanntestes Werk, das grotesk-komische Drama König Ubu, inszeniert, dessen Uraufführung am 10. Dezember 1896 zu einem der berühmtesten Skandale der französischen Theatergeschichte wurde. Nach Ubus initialem Ausruf „Merdre“ (eine Verballhornung aus merde = Scheiße, ins Deutsche mal als Schreiße, Schleiße, Scheitze oder Schoiße übersetzt) musste die Vorstellung aufgrund von Tumulten für mehrere Minuten unterbrochen werden. Die Kritiken in der bürgerlichen Presse waren entsprechend vernichtend und nötigten Jarry zu mehreren rechtfertigenden Stellungnahmen. Ab 1898 erschienen in verschiedenen literarischen Periodika Fragmente des Romans Heldentaten und Ansichten des Doktor Faustroll, der als Gründungsdokument der „’Pataphysik“, der Wissenschaft von den imaginären Lösungen, gilt und Jarrys Nachruhm maßgeblich mitbegründete (vgl. Collège de ’Pataphysique). Allerdings blieben ihm künstlerische Anerkennung und finanzieller Erfolg weiterhin verwehrt.

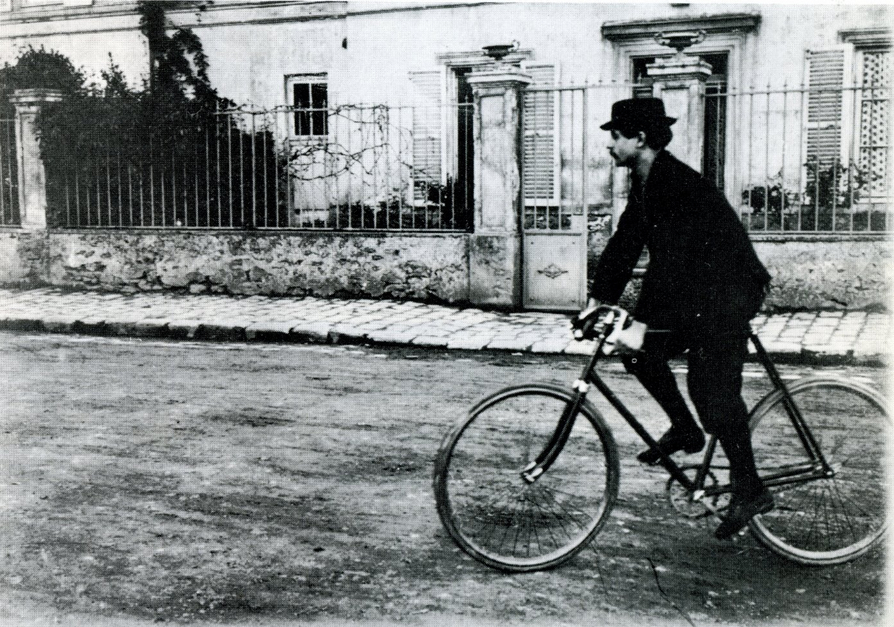
Jarry mit Fahrrad

Im November 1896 erstand Jarry zum Preis von 525 Francs ein Fahrrad des Typs „Clément luxe 96“  – damals Ausdruck einer unerhörten Modernität –, das fortan zu seinem Markenzeichen wurde und ihn bis zu seinem Tod begleiten sollte.
Infolge der fehlenden Rezeption seiner Werke durch die literarische Öffentlichkeit führte Jarry nun zunehmend ein Außenseiterdasein am Rande des Existenzminimums. Im Bemühen, die Grenze zwischen Realität und Literatur zu verwischen, entwickelte er auffällige Schrullen und Idiosynkrasien, beispielsweise näherte er sich in Sprachduktus und Gebaren seiner Hauptfigur Ubu an und erging sich in antibürgerlichen Exzessen. So schoss er zum Beispiel während eines Gala-Diners mehrmals mit einer mit Platzpatronen geladenen Pistole auf einen ihm besonders unliebsamen Gast.
Alfred Jarry starb am 1. November 1907 im Alter von 34 Jahren an einer tuberkulösen Meningitis. Der letzte von ihm überlieferte Satz soll die Bitte um einen Zahnstocher gewesen sein. Nach seinem Tod wurde Jarrys Biographie immer mehr vom Mythos des Bürgerschrecks und des von Gläubigern gejagten „poète maudit“ überlagert.

## Theaterästhetik
In der systematischen Durchbrechung der bestehenden Theaterkonventionen, welche die Uraufführung von König Ubu zu einem derartigen Skandalon werden ließ, manifestiert sich nicht nur Jarrys prononcierter Hang zur Provokation, sondern auch die von ihm vertretene, radikal neue Theaterästhetik, die er in verschiedenen programmatischen Texten dargelegt hat.
Jarry wandte sich sowohl vom deklamierenden Sprech- oder Ideentheater klassischer Prägung, als auch von einer naturalistischen Abbildung der Realität ab und forderte stattdessen ein radikal a-mimetisches, vom Marionettentheater inspiriertes „théâtre-action“.
Figuren: Jarrys Figuren zeichnen sich durch eine ins Typenhafte gesteigerte Entpsychologisierung und Entpersonalisierung aus. Sie lassen sich meist durch einen geringen Satz an Merkmalen erschöpfend charakterisieren, ihr Handeln ist oft von Irrationalität und Akausalität geprägt, sie sind wandlungs- und lernunfähig. Dies wird äußerlich durch das Tragen von Gesichtsmasken repräsentiert, die zusammen mit einer monotonen, artifiziellen Stimmlage und einem jeweils figurentypischen Bewegungsmuster eine maximale Distanz zwischen der konkreten Persönlichkeit des Schauspielers und der zeitlosen „Persona“ der künstlerischen Figur herstellen sollen.
Dekor: Da ihm ein realistisches Bühnendekor als überflüssiger Ballast für die Einbildungskraft erschien, versuchte Jarry die traditionelle Illusionsbühne hin zu einem a-mimetischen Bühnendekor zu überwinden, das nicht nur weit entlegene Orte, sondern auch Innen- und Außenräume unmittelbar in eins setzt. Konkrete Ortsangaben sollten über Hinweisschilder gegeben werden (hierbei berief sich Jarry u. a. auf das elisabethanische Theater), Türen und Kulissen wurden teils durch Statisten ersetzt, die ihre jeweilige Funktion durch suggestive Bewegungen vermittelten.
Publikum: Das Publikum betreffend unterschied Jarry zwischen der dumpfen, künstlerisch „illiteraten“ Masse und einer kleinen Zahl an verständigen Eingeweihten, seinen eigentlichen Adressaten. Ein genuines Publikum für seine radikale Kunst müsse erst noch entstehen.

## Wirkung
Nach seinem Tod gerieten Jarrys Werke außerhalb gewisser künstlerisch-elitärer Kreise weitgehend in Vergessenheit und wurden erst nach dem Zweiten Weltkrieg wiederentdeckt. Wirkungsgeschichtlich gehört Jarry zu den wichtigsten Vorläufern und Bezugsgrößen des Surrealismus, des Dadaismus und vor allem des absurden Theaters. James Graham Ballard, Antonin Artaud sowie zahlreiche bedeutende Autoren aus dem Umkreis des Collège de ’Pataphysique und des Oulipo (Raymond Queneau, Boris Vian, Eugène Ionesco, Julio Cortázar etc.) zählten ihn zu ihren literarischen Vorbildern. Mit der Figur des machtgierigen, feigen, abjekten (d. h. verächtlichen) Bourgeois Père Ubu schuf er einen quasi-mythischen Anti-Helden, der Eingang in das literarische Figurenarsenal der Avantgarde und – in Form des Adjektivs ubuesque – sogar ins französische Alltagsvokabular fand.
Der französische Schriftsteller André Gide lässt in seinem 1925 erschienenen Roman Die Falschmünzer Jarry bei einer Abendgesellschaft auftreten. Er schildert den Autorenkollegen als exaltierten Künstler, der schließlich mit Platzpatronen um sich schießt.

## Werke
Einzelausgaben
- König Ubu (französisch: Ubu roi), 1896. Deutsch von Marlis Pörtner und Paul Pörtner, Zürich 1959.
- Ubu in Ketten (französisch: Ubu enchaîné), 1900. Deutsch von Marlis Pörtner und Paul Pörtner, München 1970.
- Ubu Hahnrei (französisch: Ubu cocu). Deutsch von Marlis Pörtner und Paul Pörtner, München 1970. (Als Hörspiel 1966 gesendet[1])
- Messalina, 1900 erschienen in Fortsetzungen in der Zeitschrift La Revue Blanche. 1901 Buchausgabe. Deutsch von Brigitte Weidmann, München 1971.
- Der Supermann, 1902. Deutsch von Greta Tüllmann und Renate Gerhardt, Berlin 1969.
- Heldentaten und Ansichten des Doktor Faustroll, erschienen in Folgen an verschiedenen Orten zwischen 1898 und 1903, vollständig erst 1911. Deutsch von Irmgard Hartig und Klaus Völker, Berlin 1969.
- Spekulationen. Groteske Kurzprosa. 227 Spekulationen sind zwischen 1901 und 1903 in verschiedenen Zeitschriften erschienen. Deutsch von verschiedenen Übersetzern (Auswahl), Hamburg/Zürich 1988.
- Tage und Nächte – Roman eines Deserteurs. Deutsch von Eugen Helmlé, München 1985.

Gesamtausgabe
Gesammelte Werke in 11 Bänden, herausgegeben von Klaus Völker. Erste und einzige deutsche Werkausgabe, mit vielen deutschen Erstausgaben. Taschenbuch, kartoniert, zusammen ca. 2500 Seiten. Zweitausendeins, Frankfurt/Main 1987.
- Die grüne Kerze.
- Die Tage und die Nächte: Roman eines Deserteurs.
- Minutengläser mit Gedächtnissand. Cäsar-Antichrist.
- Ubu. Stücke & Schriften.
- Der Großwindbeutel des Papstes. Pantagruel.
- Die Päpstin Johanna.
- Die Dragonerin.
- Messalina: Roman aus dem alten Rom.
- Die Liebe auf Besuch. Die andere Alkestis. Die absolute Liebe.
- Der Übermann: Moderner Roman.
- Heldentaten und Ansichten des Doktor Faustroll, Pataphysiker. Nützlicher Kommentar zur sachgemäßen Konstruktion einer Maschine zur Erforschung der Zeit.

Beteiligte Übersetzer: Wolfgang Sebastian Baur, Heribert Becker, Ludwig Harig, Frank Heibert, Eugen Helmlé, Alfred Jarry, Grete Osterwald, Jens Salta, Heinz Schwarzinger, Klaus Völker.

## Hörspielbearbeitungen
- Heldentaten und Lehren des Dr. Faustroll (Pataphysiker). Übersetzung aus dem Französischen: Irmgard Hartwig/Klaus Völker. Bearbeitung, Komposition und Realisation: zeitblom. Mit Dirk von Lowtzow, Lars Rudolph, Alice Dwyer, Hans Jochen Wagner, Blake Worrell, Hitomi Makino. Produktion: BR Hörspiel und Medienkunst 2014. Als Podcast/Download im BR Hörspiel Pool[2].
- Ubu Roi (König Ubu). Deutsche („Wiener“) Fassung von H. C. Artmann. Bearbeitung und Regie: Heinz Hostnig, Komposition: HK Gruber. Mit: Erwin Steinhauer (Vater Ubu), Brigitte Svoboda (Mutter Ubu), Toni Böhm (Hauptmann Jaucherl), Peter Faerber, Fritz Muliar (König Wenzeslaus) u. a. Produktion: BR/NDR/ORF 1990.
- Ubu. Mit Texten von Eli Troen basierend auf Alfred Jarrys  Ubu Roi. Bearbeitung und Regie: Robert Wilson. Mit Robert Wilson und Angela Winkler. Produktion: DLF Kultur 2023[3].